# Indonesia AirAsia
Indonesia AirAsia is een Indonesische lagekostenluchtvaartmaatschappij met haar thuisbasis in Jakarta.

## Geschiedenis
Indonesia AirAsia werd in 2000 door Abdurrahman Wahid opgericht als Awair International of AirWagon International. Tussen 2002 en 2004 werden geen vluchten uitgevoerd. Vanaf 2004 is het een dochteronderneming van AirAsia.

## Bestemmingen
Indonesia AirAsia voert lijnvluchten uit naar:
Binnenland
- Balikpapan, Bandung, Batam, Denpasar, Jakarta, Medan, Padang, Pekanbaru, Surabaya.

Buitenland
- Bangkok, Ho Chi Minh City, Kota Kinabalu, Kuala Lumpur, Singapore.

## Vloot
IN juli 2016 bestond de vloot uit:
| Vliegtuig       | Aantal | Plaatsen |
| --------------- | ------ | -------- |
| Airbus A320-200 | 17     | 180      |